# Viger
Viger ist eine französische Gemeinde mit 143 Einwohnern (Stand 1. Januar 2022) im Département Hautes-Pyrénées in der Region Okzitanien. Sie gehört zum Arrondissement Argelès-Gazost und zum Kanton Lourdes-1. 

## Lage
Sie ist umgeben von folgenden Nachbargemeinden:
|       | Aspin-en-Lavedan                            |          |
| Ossen | Kompassrose, die auf Nachbargemeinden zeigt | Lugagnan |
|       | Agos-Vidalos                                | Ger      |

## Bevölkerungsentwicklung

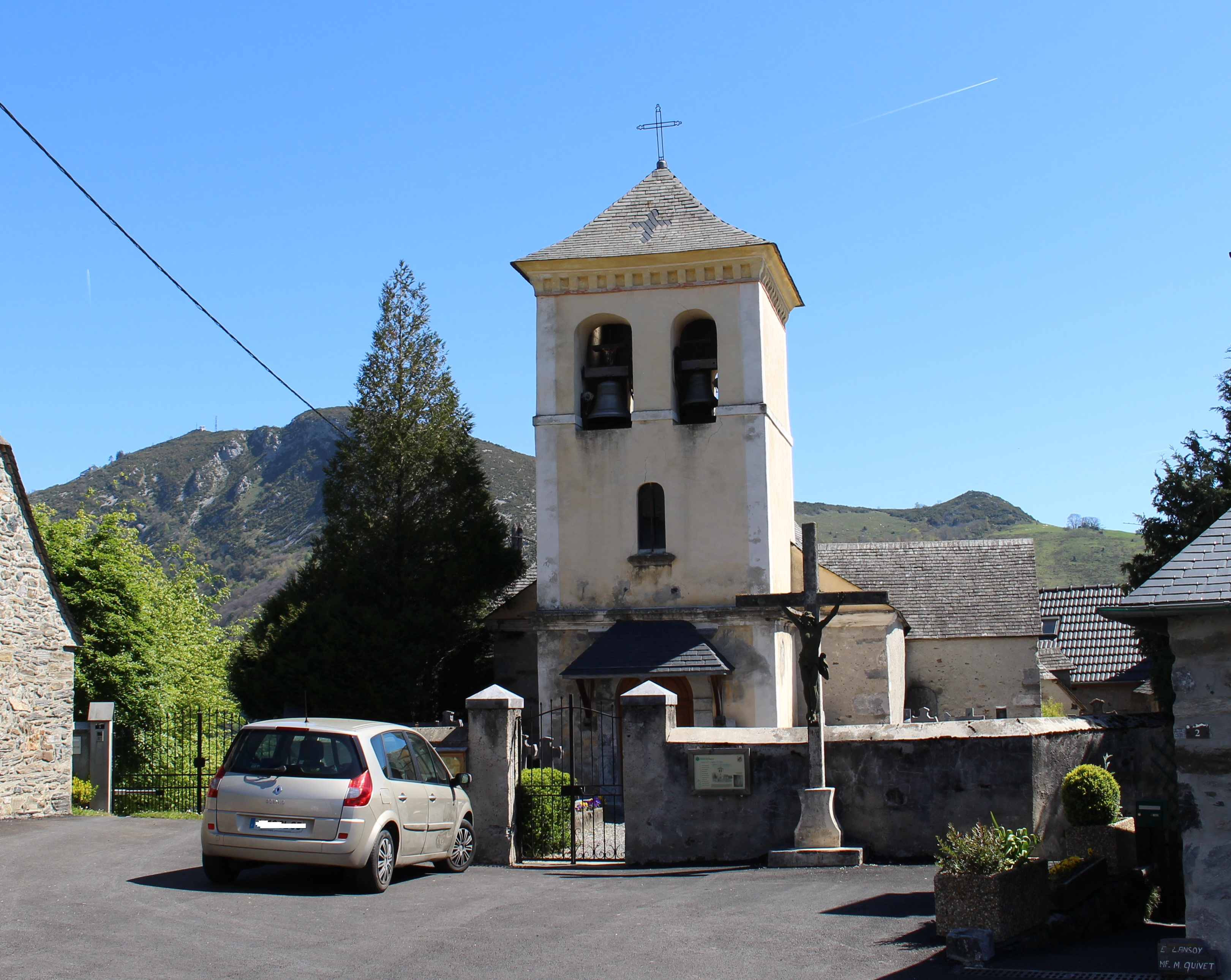
Kirche Saint-Martin

| Jahr                       | 1962 | 1968 | 1975 | 1982 | 1990 | 1999 | 2008 | 2016 |
| -------------------------- | ---- | ---- | ---- | ---- | ---- | ---- | ---- | ---- |
| Einwohner                  | 72   | 74   | 76   | 81   | 91   | 87   | 129  | 135  |
| Quellen: Cassini und INSEE |      |      |      |      |      |      |      |      |